# Liste des députés de la préfecture de Gunma
Cette page liste les membres de la Chambre des représentants du Japon élus dans les circonscriptions de la préfecture de Gunma.

## 41elégislature(1996-2000)
Au cours de la 41e législature, les députés de la préfecture de Gunma furent les suivants :
| Circonscription | Député | Député                | Parti politique |
| --------------- | ------ | --------------------- | --------------- |
| 1re             |        | Kōji Omi              | PLD             |
| 2e              |        | Takashi Sasagawa (ja) | Shinshintō      |
| 3e              |        | Yoshio Yatsu (ja)     | PLD             |
| 4e              |        | Yasuo Fukuda          | PLD             |
| 5e              |        | Keizō Obuchi          | PLD             |

## 42elégislature(2000-2003)
Au cours de la 42e législature, les députés de la préfecture de Gunma furent les suivants :
| Circonscription | Député | Député                | Parti politique |
| --------------- | ------ | --------------------- | --------------- |
| 1re             |        | Gen'ichirō Sata (ja)  | PLD             |
| 2e              |        | Takashi Sasagawa (ja) | PLD             |
| 3e              |        | Yoshio Yatsu (ja)     | PLD             |
| 4e              |        | Yasuo Fukuda          | PLD             |
| 5e              |        | Yūko Obuchi           | PLD             |

## 43elégislature(2003-2005)
Au cours de la 43e législature, les députés de la préfecture de Gunma furent les suivants :
| Circonscription | Député | Député                | Parti politique |
| --------------- | ------ | --------------------- | --------------- |
| 1re             |        | Kōji Omi              | PLD             |
| 2e              |        | Takashi Sasagawa (ja) | PLD             |
| 3e              |        | Yoshio Yatsu (ja)     | PLD             |
| 4e              |        | Yasuo Fukuda          | PLD             |
| 5e              |        | Yūko Obuchi           | PLD             |

## 44elégislature(2005-2009)
Au cours de la 44e législature, les députés de la préfecture de Gunma furent les suivants :
| Circonscription | Député | Député                | Parti politique |
| --------------- | ------ | --------------------- | --------------- |
| 1re             |        | Gen'ichirō Sata (ja)  | PLD             |
| 2e              |        | Takashi Sasagawa (ja) | PLD             |
| 3e              |        | Yoshio Yatsu (ja)     | PLD             |
| 4e              |        | Yasuo Fukuda          | PLD             |
| 5e              |        | Yūko Obuchi           | PLD             |

## 45elégislature(2009-2012)
Au cours de la 45e législature, les députés de la préfecture de Gunma furent les suivants :
| Circonscription | Député | Député                | Parti politique |
| --------------- | ------ | --------------------- | --------------- |
| 1re             |        | Takeshi Miyazaki (ja) | PDJ             |
| 2e              |        | Takashi Ishizeki (ja) | PDJ             |
| 3e              |        | Masaaki Kakinuma (ja) | PDJ             |
| 4e              |        | Yasuo Fukuda          | PLD             |
| 5e              |        | Yūko Obuchi           | PLD             |

## 46elégislature(2012-2014)
Au cours de la 46e législature, les députés de la préfecture de Gunma furent les suivants :
| Circonscription | Député | Député                  | Parti politique |
| --------------- | ------ | ----------------------- | --------------- |
| 1re             |        | Gen'ichirō Sata (ja)    | PLD             |
| 2e              |        | Toshirō Ino (ja)        | PLD             |
| 3e              |        | Hiroyoshi Sasagawa (ja) | PLD             |
| 4e              |        | Tatsuo Fukuda (ja)      | PLD             |
| 5e              |        | Yūko Obuchi             | PLD             |

## 47elégislature(2014-2017)
Au cours de la 47e législature, les députés de la préfecture de Gunma furent les suivants :
| Circonscription | Député | Député                  | Parti politique |
| --------------- | ------ | ----------------------- | --------------- |
| 1re             |        | Gen'ichirō Sata (ja)    | PLD             |
| 2e              |        | Toshirō Ino (ja)        | PLD             |
| 3e              |        | Hiroyoshi Sasagawa (ja) | PLD             |
| 4e              |        | Tatsuo Fukuda (ja)      | PLD             |
| 5e              |        | Yūko Obuchi             | PLD             |

## 48elégislature(2017-2021)
Au cours de la 48e législature, les députés de la préfecture de Gunma furent les suivants :
| Circonscription | Député | Député                  | Parti politique |
| --------------- | ------ | ----------------------- | --------------- |
| 1re             |        | Asako Omi               | PLD             |
| 2e              |        | Toshirō Ino (ja)        | PLD             |
| 3e              |        | Hiroyoshi Sasagawa (ja) | PLD             |
| 4e              |        | Tatsuo Fukuda (ja)      | PLD             |
| 5e              |        | Yūko Obuchi             | PLD             |

## 49elégislature(2021-2024)
Au cours de la 49e législature, les députés de la préfecture de Gunma furent les suivants :
| Circonscription | Député | Député                  | Parti politique |
| --------------- | ------ | ----------------------- | --------------- |
| 1re             |        | Yasutaka Nakasone (ja)  | PLD             |
| 2e              |        | Toshirō Ino (ja)        | PLD             |
| 3e              |        | Hiroyoshi Sasagawa (ja) | PLD             |
| 4e              |        | Tatsuo Fukuda (ja)      | PLD             |
| 5e              |        | Yūko Obuchi             | PLD             |

## 50elégislature(depuis 2024)
Au cours de la 50e législature, les députés de la préfecture de Gunma sont les suivants :
| Circonscription | Député | Député                  | Parti politique |
| --------------- | ------ | ----------------------- | --------------- |
| 1re             |        | Yasutaka Nakasone (ja)  | PLD             |
| 2e              |        | Toshirō Ino (ja)        | PLD             |
| 3e              |        | Hiroyoshi Sasagawa (ja) | PLD             |
| 4e              |        | Tatsuo Fukuda (ja)      | PLD             |
| 5e              |        | Yūko Obuchi             | PLD             |